# Chondropetalum deustum
Chondropetalum deustum là một loài thực vật có hoa trong họ Restionaceae. Loài này được Rottb. mô tả khoa học đầu tiên năm 1772.